# Estação Matadouro
Estação Matadouro foi uma estação de trem da cidade do Rio de Janeiro.

## História
O ramal do Matadouro de Santa Cruz foi inaugurado em 1884, com uma única estação construída ao lado do prédio do Matadouro Municipal, para o transporte de carnes e de gado de corte. Também serviu a passageiros do bairro, embora se situasse apenas cerca de 1.700 metros de distância da estação de partida, Santa Cruz. O ramal funcionou com trens metropolitanos até os anos 1980, quando foi desativado.

## Fonte
- Max Vasconcellos: Vias Brasileiras de Comunicação, 1928;